# Aleksandr Vojejkov
Aleksandr Ivanovitj Vojejkov (ryska: Александр Иванович Воейков), född 20 maj 1842 i Moskva, död 10 februari 1916 i Petrograd, var en rysk meteorolog och geograf.
Vojejkov studerade i Sankt Petersburg och vid tyska universitet (Heidelberg, Berlin och Göttingen) huvudsakligen meteorologi, reste 1873-1877 till skilda delar av den amerikanska kontinenten (Kanada, USA, Yucatánhalvön och Brasilien) samt Asien (Brittiska Indien, Java och Japan), överallt på egen bekostnad. Han utnämndes 1882 till docent och 1885 till professor i fysisk geografi vid universitetet i Sankt Petersburg.
Vojejkov hade mycket goda språkkunskaper och publicerade sina skrifter på ryska, tyska, franska och engelska. En av hans främsta vetenskapliga förtjänster är att han påvisade snötäckets inverkan på klimatet. Han var inte enbart siffermästare utan även tänkare, och detta gjorde kanske, att han med åren alltmer kom att lämna den rena meteorologins område och syssla med allmänt geografiska problem.
Sina många vetenskapliga avhandlingar publicerade han framförallt i utländska tidskrifter, däribland "Meteorologische Zeitschrift, "Petermanns Mitteilungen" och "Annales de géographie". Största berömmelsen vann han genom Die Klimate der Erde (1-2, 1887). Bland hans övriga skrifter kan nämnas Die atmosphärische Zirkulation (1874), Gletscher und Eiszeiten in ihrem Verhältnis zum Klima (1881), Der Einfluss der Schneedecke auf Boden, Klima und Wasser (1889), Geologische Klimate (1895) och Über die Ursachen des grösseren Salzgehalts des Atlantischen Ozeans (1912).
Vid 70 års ålder företog Vojejkov 1912 en resa i ryska Turkestan, vid vilken han ledsagades av en ung forskare, som dukade under för strapatserna. Frukten av denna färd blev Le Turkestan russe (1914), hans sista arbete. En planerad samling av sina viktigare uppsatser hann han aldrig slutredigera. Han var en uttalad friluftsmänniska och vegetarian, och bedrev en ivrig propaganda i skrift för vegetarismen.
Kratern Voeykov på planeten Mars har fått sitt namn efter honom.